# Falstaff
Para la ópera de Verdi, véase Falstaff (Verdi)
Para la ópera de Salieri, véase Falstaff (Salieri)

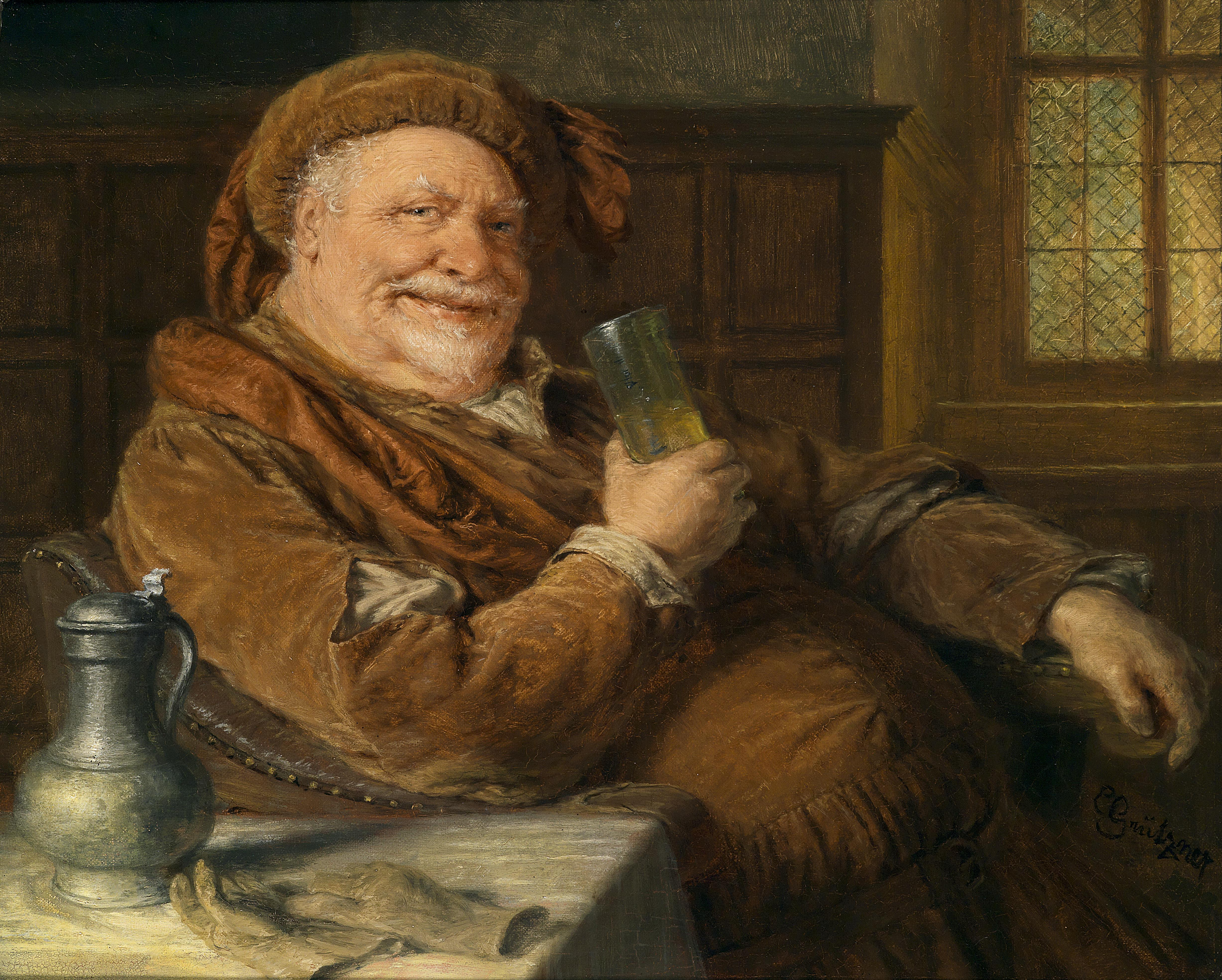
Falstaff representado por Eduard von Grützner

Sir John Falstaff es un personaje de ficción creado por el dramaturgo inglés William Shakespeare.  Aparece en tres obras de Shakespeare y recibe un elogio en una cuarta. Su importancia como personaje plenamente desarrollado se formó principalmente en las obras Enrique IV, 1ª parte y 2ª parte, donde es compañero del príncipe Hal, el futuro rey Enrique V de Inglaterra. Un notable elogio de Falstaff se presenta en el Acto II, Escena III de Enrique V, donde Falstaff no aparece como personaje en escena, sino que su muerte es narrada por la señora Quickly en términos que algunos estudiosos han atribuido a la descripción que hiciese Platón de la muerte de Sócrates tras beber cicuta. En comparación, Falstaff es presentado como el bufonesco pretendiente de dos mujeres casadas en Las alegres comadres de Windsor.
Su carácter festivo, cobardón, vanidoso y pendenciero ha sido inspiración para multitud de obras posteriores en la literatura, la ópera y el cine. Aunque es principalmente una figura cómica, Falstaff encarna una profundidad común a personajes principales de Shakespeare. Caballero gordo, vanidoso y fanfarrón, se pasa la mayor parte del tiempo bebiendo en la posada Boar's Head con delincuentes menores, viviendo de dinero robado o prestado. Falstaff mete en problemas al aparentemente díscolo príncipe Hal, y es en últimas repudiado después de que este se convierta en rey. Desde entonces, Falstaff ha aparecido en otros medios, especialmente en óperas de Giuseppe Verdi, Ralph Vaughan Williams y Otto Nicolai, y en la película de Orson Welles de 1966 Campanadas a medianoche. Las óperas se centran en su papel en Las alegres comadres de Windsor, mientras que la película adapta del ciclo de obras sobre Enrique IV y V, y Las alegres comadres. Welles, que interpretó a Falstaff en su película, consideraba al personaje como «la mayor creación de Shakespeare». Robbie Coltrane representó a Falsfatt en la película Enrique V (1989).

## Papel en las obras de teatro

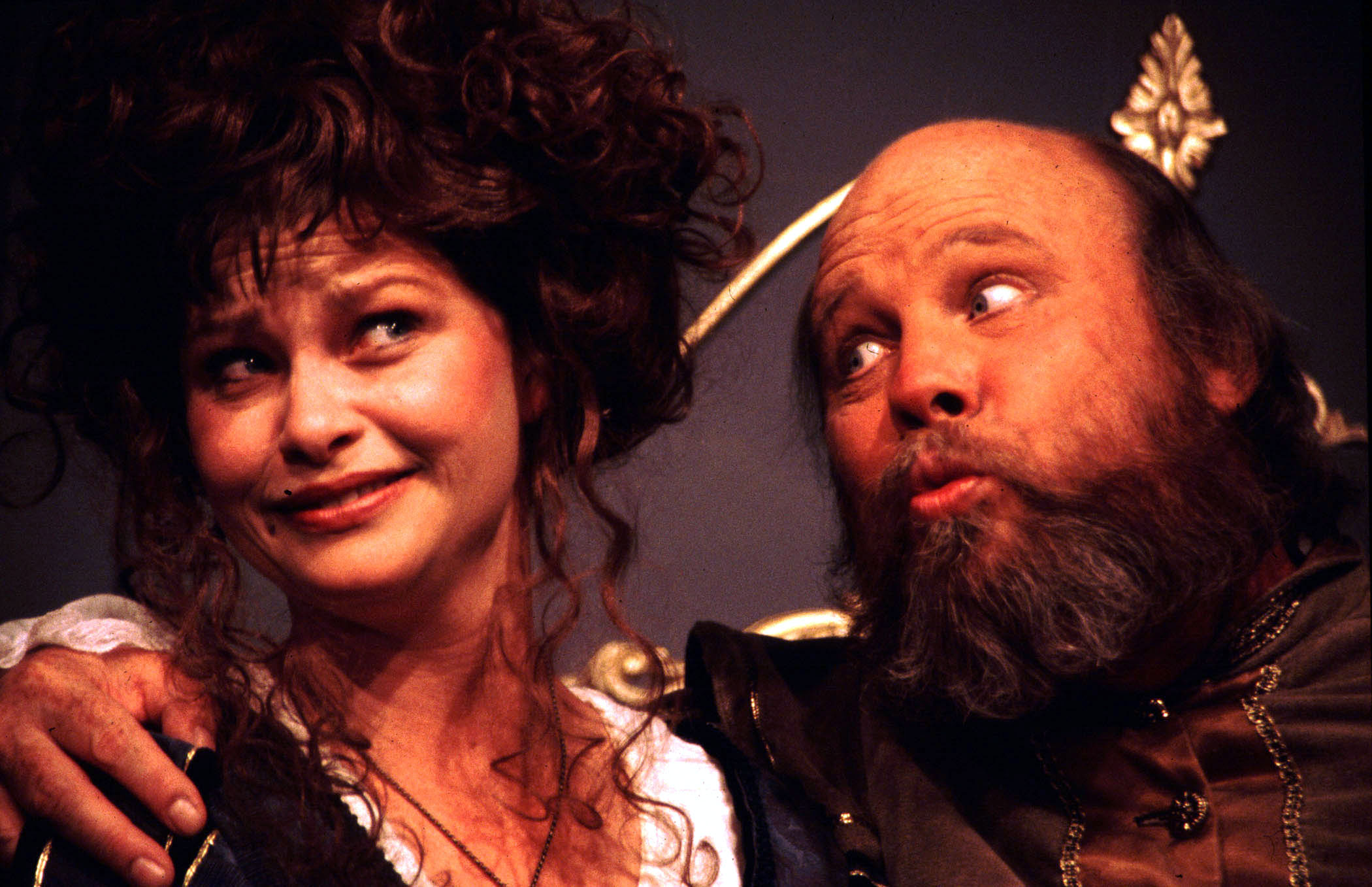
La señora Page y Falstaff en Las Alegres Comadres de Windsor, dramatizada por el Pacific Repertory Theatre en la Golden Bough Playhouse en Carmel, California, en 1999

Falstaff aparece en tres obras de Shakespeare: Enrique IV, parte 1, Enrique IV, parte 2, y Las alegres comadres de Windsor. Su muerte se menciona en Enrique V, pero no tiene líneas, ni se indica que aparezca en escena. Sin embargo, muchas adaptaciones teatrales y cinematográficas de Enrique V han considerado necesario incluir a Falstaff por la intuición que ofrece sobre el carácter del rey Enrique V. Los ejemplos más notables en el cine son la versión de 1944 de Laurence Olivier, y la película de 1989 de Kenneth Branagh, ambas cintas con material adicional tomado de las obras de Enrique IV.
Se sabe que el personaje fue muy popular entre el público de la época, y durante muchos años después. Según Leonard Digges, que escribió poco después de la muerte de Shakespeare, mientras que muchas obras no conseguían atraer un buen público, «sin Falstaff, Hal, Poins y el resto, apenas tendrán una sala».